# Ferruccio Piva
Ferruccio Piva (* 1924/25; † 21./22. Oktober 2008) war ein san-marinesischer Politiker.
Piva war von Beruf Arzt. Er gehörte dem san-marinesischen Parlament, dem Consiglio Grande e Generale, als Abgeordneter des Partito Democratico Cristiano Sammarinese (PDCS) während acht Legislaturperioden von 1951 bis 1988 an.
Piva gehörte von 1959 bis 1961 und erneut von 1964 bis 1976 dem Congresso di Stato, der Regierung San Marinos, an. Von 1959 bis zu seinem Rücktritt 1961 war er Bildungs- und Justizminister (Deputato per la Pubblica Istruzione, la Giustizia e il Culto). Nach der Parlamentswahl 1964 kehrte er ins Kabinett zurück und wurde Arbeitsminister (Deputato per il Lavoro), 1969 wurde er Minister für öffentliche Arbeiten und Kommunikation. Bei der Regierungsumbildung 1973 übernahm Piva bis 1974 das Bildungs- und Kulturministerium (Deputato per la Pubblica Istruzione e la Cultura). Von 1974 bis 1976 leitete er das Ressort für Kommunikation und Verkehr (Deputato per le Communicazioni e i Trasporti).
Piva wurde vier Mal in das Amt des Staatsoberhaupts (Capitano Reggente) gewählt (1959/60, 1965, 1969 und 1974).